# Раймон Дюблі
Раймон Дюблі (фр. Raymond Dubly, 5 листопада 1893, Рубе — 7 вересня 1988, Тулуза) — французький футболіст, нападник. Відомий виступами в складі клубу «Рубе» і національної збірної Франції.

## Футбольна кар'єра
В 1911—1931 роках виступав у клубі «Рубе». Чотири рази ставав переможцем чемпіонату Півночі Франції, що проводився під егідою Французької футбольної федерації.
З того ж 1911 року виступав у складі збірної Франції. Враховуючи те, що на той момент французька футбольна федерація вийшла з ФІФА і входила до альтернативної міжнародної федерації УІАФА, матчі збірної того часу не входять до офіційних реєстрів. Був учасником Великого європейського турніру 1911, який проводився УІАФА. Франція поступилась у півфіналі Богемії з рахунком 1:4.
Перший офіційний матч за збірну Франції зіграв у 1913 році проти Бельгії (0:3). Також грав за збірну Півночі Франції, що також мала назву «Леви Фландрії» (фр. Lions des Flandres). Зокрема, став автором одного з голів у матчі проти збірної Ліги футбольної асоціації (фр. Ligue de football association), що завершився перемогою «левів» з рахунком 3:0..
У 1919 році був учасником Міжсоюзницьких ігр, великих спортивних змагань, що були організовані країнами-переможцями в Першій світовій війні. Участь у змаганнях брали діючі і колишні учасники збройних сил своїх країн. У складі збірної Франції (як і в інших командах) виступали відомі футболісти, гравці національної збірної. Втім, матчі турніру не входять до офіційного реєстру ФІФА. Ігри проводились у Парижі на новозбудованому стадіоні Першинг. Франція впевнено виграла групу А, здобувши три перемоги над командами Румунії (4:0, Дюблі не грав), Греції (11:0, відзначився двома голами) і Італії (2:0). У фіналі Франція без Дюблі програла збірній Чехословаччини з рахунком 2:3.
Влітку 1920 року виступав у складі збірної на Олімпійських іграх у Брюсселі. В чвертьфіналі Франція взяла реванш у Італії з рахунком 3:1, а Поль знову відзначився голом. У півфіналі французи поступились збірній Чехословаччини з рахунком 1:4. У додатковому турнірі, що визначав володарів срібної і бронзової медалей, команда не брала участі.
Виступав на Олімпійських іграх 1924 року в Парижі. Команда перемогла в першій грі Латвію (7:0), після чого поступилась у чвертьфіналі збірній Уругваю (1:5), майбутньому переможцю ігор.
Загалом у 1913—1931 роках зіграв за збірну 31 матч, у яких забив 4 голи. 9 матчів провів у ролі капітана команди.

## Статистика виступів

### Статистика виступів за збірну
| Дата       | Місто         | Господарі | Результат | Гості          | Турнір               | Голи | Примітки        |
| ---------- | ------------- | --------- | --------- | -------------- | -------------------- | ---- | --------------- |
| 16/02/1913 | Уккел         | Бельгія   | 3 – 0     | Франція        | товариський матч     | -    |                 |
| 27/02/1913 | Коломб        | Франція   | 1 – 4     | Англія         | товариський матч     | -    |                 |
| 09/03/1913 | Женева        | Швейцарія | 1 – 4     | Франція        | товариський матч     | 1    |                 |
| 20/04/1913 | Париж         | Франція   | 8 – 0     | Люксембург     | товариський матч     | -    |                 |
| 25/01/1914 | Лілль         | Франція   | 4 – 3     | Бельгія        | товариський матч     | 1    |                 |
| 08/03/1914 | Париж         | Франція   | 2 – 2     | Швейцарія      | товариський матч     | -    |                 |
| 29/03/1914 | Турин         | Італія    | 2 – 0     | Франція        | товариський матч     | -    |                 |
| 18/01/1920 | Мілан         | Італія    | 9 – 4     | Франція        | товариський матч     | 1    |                 |
| 29/02/1920 | Женева        | Швейцарія | 0 – 2     | Франція        | товариський матч     | -    |                 |
| 28/03/1920 | Париж         | Франція   | 2 – 1     | Бельгія        | товариський матч     | -    |                 |
| 05/04/1920 | Руан          | Франція   | 0 – 5     | Англія         | товариський матч     | -    |                 |
| 29/08/1920 | Антверпен     | Франція   | 3 – 1     | Італія         | ОІ 1920 - 1/4        | 1    |                 |
| 31/08/1920 | Антверпен     | Франція   | 1 – 4     | Чехословаччина | ОІ 1920 - 1/2        | -    |                 |
| 08/02/1921 | Париж         | Франція   | 1 – 2     | Ірландія       | товариський матч     | -    |                 |
| 20/02/1921 | Марсель       | Франція   | 1 – 2     | Італія         | товариський матч     | -    |                 |
| 06/03/1921 | Форе          | Бельгія   | 3 – 1     | Франція        | товариський матч     | -    |                 |
| 05/05/1921 | Париж         | Франція   | 2 – 1     | Англія         | товариський матч     | -    |                 |
| 13/11/1921 | Париж         | Франція   | 0 – 5     | Нідерланди     | товариський матч     | -    |                 |
| 15/01/1922 | Коломб        | Франція   | 2 – 1     | Бельгія        | товариський матч     | -    | Капітан команди |
| 30/04/1922 | Бордо         | Франція   | 0 – 4     | Іспанія        | товариський матч     | -    | Капітан команди |
| 28/01/1923 | Сан-Себастьян | Іспанія   | 3 – 0     | Франція        | товариський матч     | -    |                 |
| 25/02/1923 | Брюссель      | Бельгія   | 4 – 1     | Франція        | товариський матч     | -    | Капітан команди |
| 22/04/1923 | Париж         | Франція   | 2 – 2     | Швейцарія      | товариський матч     | 1    |                 |
| 10/05/1923 | Париж         | Франція   | 1 – 4     | Англія         | товариський матч     | -    |                 |
| 28/10/1923 | Париж         | Франція   | 0 – 2     | Норвегія       | товариський матч     | -    | Капітан команди |
| 13/01/1924 | Монруж        | Франція   | 2 – 0     | Бельгія        | товариський матч     | -    | Капітан команди |
| 23/03/1924 | Женева        | Швейцарія | 3 – 0     | Франція        | товариський матч     | -    | Капітан команди |
| 17/05/1924 | Париж         | Франція   | 1 – 3     | Англія         | товариський матч     | -    | Капітан команди |
| 27/05/1924 | Париж         | Франція   | 7 – 0     | Латвія         | ОІ 1924 - 1 раунд    | -    | Капітан команди |
| 01/06/1924 | Коломб        | Франція   | 1 – 5     | Уругвай        | ОІ 1924 - 1/4 фіналу | -    | Капітан команди |
| 21/05/1925 | Париж         | Франція   | 2 – 3     | Англія         | товариський матч     | -    |                 |
| Усього     |               | Матчів    | 31        |                | Голів                | 4    |                 |

## Досягнення
- Переможець Ліги Півночі Франції: (4)

«Рубе»: 1923, 1925, 1926, 1930
- Фіналіст Міжсоюзницьких ігор: (1)

Франція (військ.): 1919